# أليسون وايت (سياسي)
أليسون وايت (بالإنجليزية: Allison White)‏ هو محامي وسياسي أمريكي، ولد في 21 ديسمبر 1816، وتوفي في 5 أبريل 1886. حزبياً، نشط في الحزب الديمقراطي. وقد انتخب عضو مجلس النواب الأمريكي.